# Nicolas Marroc
Nicolas Marroc, né le 5 décembre 1986 à La Roche-sur-Yon (Vendée), est un pilote automobile français.
Il est connu pour sa carrière en endurance et sa collaboration avec la structure Sébastien Loeb Racing entre 2012 et 2014. 

## Biographie

### Carrière de pilote
Après avoir réalisé sa formation de pilote auprès de différentes catégories en monoplace, c'est dans la course d'endurance que Nicolas Marroc continue sa carrière. En 2011, il court au sein de l'équipe JMB Racing puis, il intègre la nouvelle structure du Sébastien Loeb Racing en 2012 pour participer à l'European Le Mans Series. En 2013, il reste dans la même équipe, mais court dans le GT Tour.
En 2014, Nicolas Marroc est toujours dans l'écurie du Sébastien Loeb Racing. Il participe au championnat de France Porsche Carrera Cup.
Engagé au niveau local, il crée en 2014 avec un groupement de sociétés vendéennes le Team Vendée Auto Sport, une écurie basée en Vendée et engagée en Porsche Cup, qui a pour vocation la promotion du sport automobile à travers le parcours de jeunes pilotes. 
En 2015, il participe à la Porsche Carrera Cup avec le Team Vendée Auto Sport. La partie technique est sous-traitée à Martinet et Alméras.

### Autres activités
En parallèle de sa carrière de pilote, il crée en 2013 Circuit Car Concept, une école de pilotage et d’accompagnement de pilotes amateurs et semi-professionnels. L'école est rebaptisée R-ace Inside en 2020 à la suite de son association avec l’écurie automobile voisine R-aceGP.

## Carrière

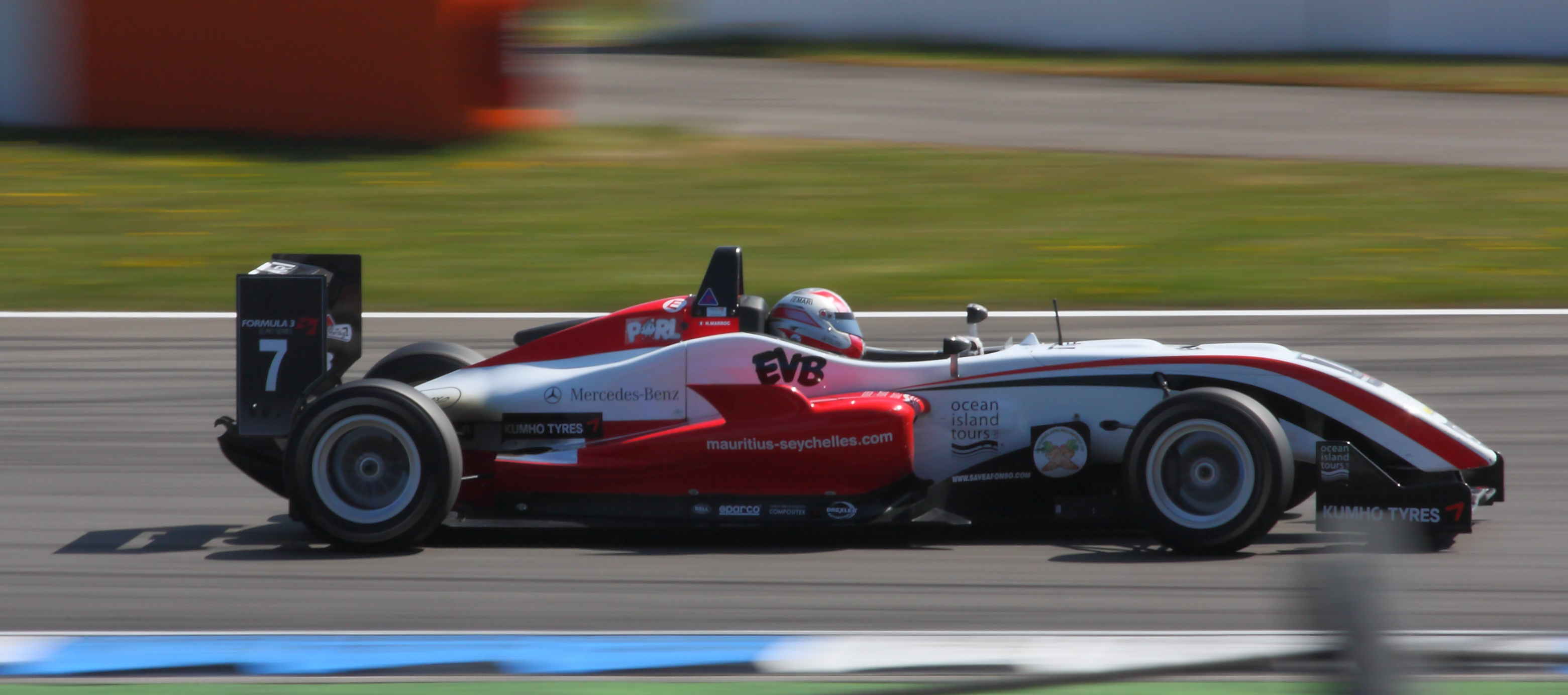
La Dallara de Formula 3 Euroseries en 2010.

- 2004 : Championnat de France de Formule Kart
- 2005 : 3e Coupe de France des Circuits / Formule Renault 2.0 TCS Racing
- 2006 : Championnat de France Formule Campus Renault Elf, 9e (14 courses, 1 podium)
- 2007 : Championnat de France de Formule Renault, XXe (XX courses, 3 podiums) avec Pole Services
  - Eurocup Formule Renault XXe (4 courses) avec TCS Racing
- 2008 : Formula Renault 2.0 WEC, XXe (7 courses) avec TCS Racing
  - Eurocup Formule Renault XXe avec TCS Racing
- 2009 : Championnat de Grande-Bretagne de Formule 3, XXe (2 courses) 
  - ATS F3 Cup
- 2010 : Formule 3 Euro Series, 11e (2 podiums) avec Prema Powerteam
  - Championnat d'Italie de Formule 3, 12e (6 courses, 1 podium) avec Prema Junior
  - Championnat de Grande-Bretagne de Formule 3, (3 courses)
- 2011 : Le Mans Series, 
  - 24 Heures du Mans 2011, 27e au général, 4e catégorie LMGTE Am
  - Intercontinental Le Mans Cup 2011
  - International GT Open, 21e (8 courses, 1 pole position, 1 podium, 1 meilleur tour en course, 2 victoires) avec JMB Racing
- 2012 : European Le Mans Series, 
  - 24 Heures du Mans 2012 journée test avec Sebastien Loeb Racing
- 2013 : Championnat de France GT Tour
  - Pilote une McLaren MP4 12C avec Nicolas TARDIF
  - Nicolas Marroc passe son diplôme d'état de moniteur / instructeur de pilotage.
- 2014 : Championnat de France Porsche Carrera Cup
  - Pilote une Porsche 911, type 991 GT3 Cup chez Loeb Racing
  - Il crée son école de pilotage en Vendée, Circuit Car Concept, abréviation 3C,
- 2015 : Championnat de France Porsche Carrera Cup
  - Au sein du Team Vendée Auto Sport sous la direction technique de l'équipe Almeras[2],
- 2016 : Championnat V de V Endurance Series - Proto 
  - Team Graft Racing, voiture Ligier JS53 Evo2
- 2017 : Championnat V de V Endurance Series - Proto
  - Team Graft, voiture Norma M20 FC
- 2018 : Championnat Trophée Tourisme Endurance (TTC)
- 2019 : Championnat Trophée Tourisme Endurance Proto 
  - proto Norma

## Palmarès
- Le Mans Series
  - Une victoire dans la catégorie FLM aux 6 Heures d'Imola 2011
- GT
  - Plusieurs victoires en GT avec l'équipe JMB Racing